# Bandiera dell'Oblast' di Nižnij Novgorod
La bandiera dell'Oblast' di Nižnij Novgorod è stata adottata il 28 aprile 2005.

## Descrizione
La bandiera dell'Oblast' di Nižnij Novgorod, è di forma rettangolare con proporzioni 2:3. La bandiera è composta dallo stemma dell'oblast', su sfondo bianco.